# Project Semicolon
 (juillet 2019).
Project Semicolon (littéralement « Projet point-virgule »), stylisé en tant que Project ; est une organisation américaine à but non lucratif connue pour son plaidoyer en faveur d'un meilleur accompagnement des personnes souffrant de troubles psychiques et ses positions anti-suicide.
Fondé en 2013 et basée à Green Bay, le mouvement a pour objectif « de présenter espoir et amour à ceux qui luttent contre la dépression, le suicide, la toxicomanie et l'automutilation ».
L'organisation est connue pour encourager les gens à tatouer le signe de ponctuation point-virgule (;) comme une forme de solidarité avec les personnes aux prises avec une maladie mentale ou le décès d'un suicidé.